# María Carámbula
María Paula Carámbula (Montevideo; 31 de octubre de 1968) es una actriz y comediante uruguaya.
Es hija del actor y comediante uruguayo Berugo Carámbula y de Charo Semblat. Tiene dos hermanos: Joaquín y Gabriel Carámbula, quien es músico. Fue pareja del actor argentino Pablo Rago con quien tuvo su segundo hijo, llamado Vito, en 2002.

## Cine
- El buen destino (2005) - Solange
- Cuestión de principios (2009) - Inés
- Una noche de amor (2016) -Mariana.

## Televisión
- Amigos son los amigos (Telefe, 1990)
- Amo a Berugo (Canal 9, 1991)
- Poliladron (Canal 13, 1994)
- Matrimonios y algo más (Canal 13, 1995)
- Como pan caliente (Canal 13, 1999) - Marina
- Buenos vecinos (Telefe, 2000) - Nancy
- MZK (América TV, 2000)
- Campeones de la vida (Canal 13, 2001) - Maite
- Femenino masculino (Canal 9, 2003) - Alejandra
- Culpable de este amor (Telefe, 2004) - Lorena Villalba
- Numeral 15 (Telefe, 2005)
- Chiquititas 2006 (Telefe, 2006) - Julia Anzorena de Demont
- Vidas robadas (Telefe, 2008) Carla
- Tratame bien (Canal 13, 2009) - Caro
- Herencia de amor (Telefe, 2010) - Rita
- Secretos de amor (Telefe, 2010) - Fernanda
- El elegido (Telefe, 2011) - Lucía Planes
- El donante (Telefe, 2012) - Carolina
- Mi amor, mi amor (Telefe, 2013) - Bárbara Dalton
- Eléctrica (UN3TV y Vimeo, 2014-2015) - ella misma, participación especial[4]
- El mal menor (Televisión Pública Argentina, 2015)
- Pasado de copas (Telefe, 2018)

## Teatro
- Te llevo en la sangre
- Ella en mi cabeza
- Chiquititas sin fin (en el teatro Gran Rex) - Julia Anzorena de Demont
- Rococó, Mujeres al filo - Diego Scott y Natalia Kleimann[5]
- Menopausia Show (2018).
- Derechas (2018-2019).

### Radio
| Año       | Notas                       | Programa    | Emisora radial |
| --------- | --------------------------- | ----------- | -------------- |
| 2011      | Participación estelar       | Tarde Negra | Rock & Pop     |
| 2015-2016 | Columnista de Cine y Series | Black & Toc | Radio con Vos  |

```
 2021-x \ Rock & Pop (radio Argentina) programa "Se pico" junto a Ludovico Di Santo
```